# Osted
Osted is een plaats in de Deense regio Seeland, gemeente Lejre, en telt 2049 inwoners (2008).